# Harold Stassen

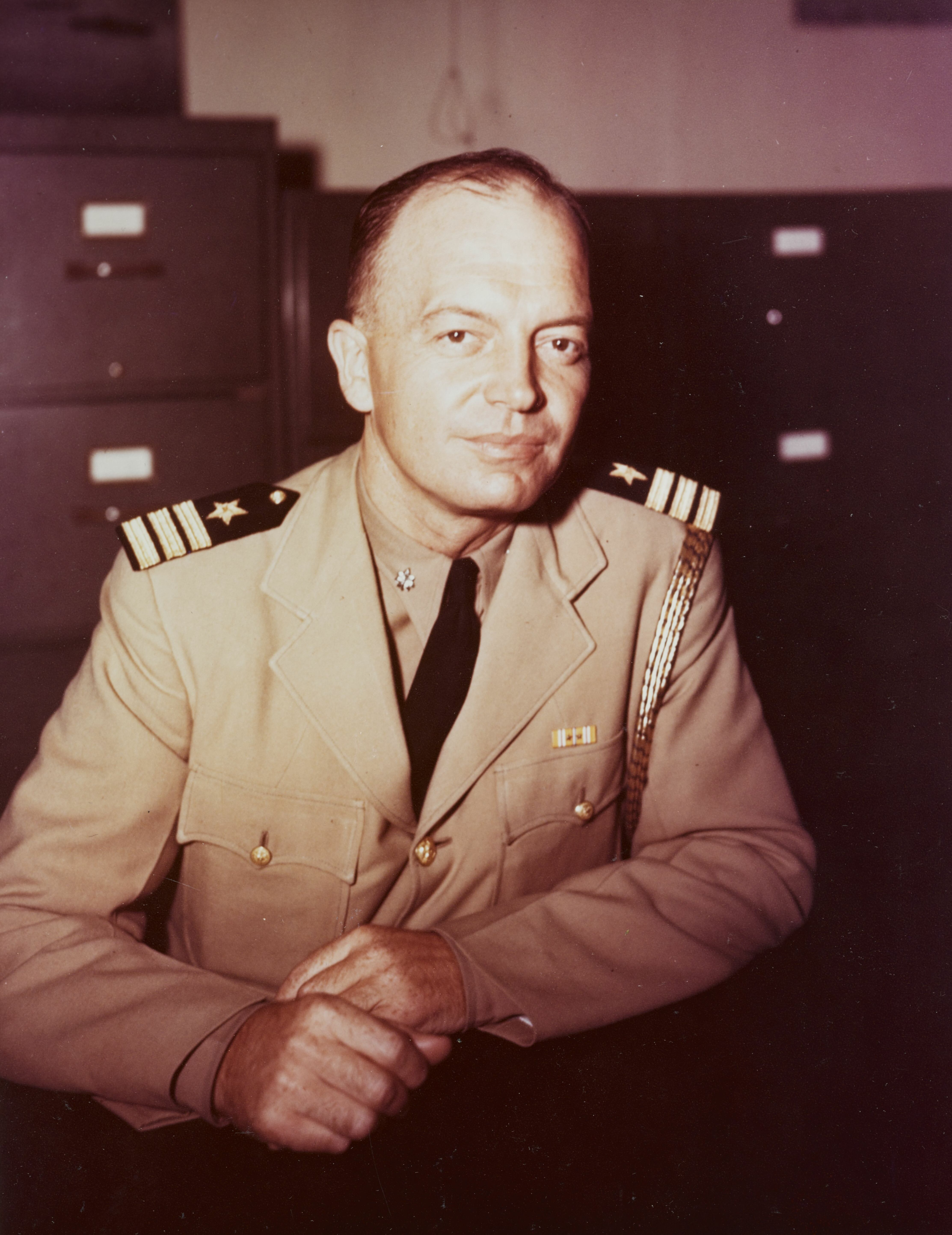
Harold Stassen

Harold Edward Stassen, född 13 april 1907 i West St Paul utanför St Paul, Minnesota, död 4 mars 2001 i Bloomington, Minnesota, var en amerikansk militär och politiker (republikan), guvernör i Minnesota 1939-1943. 
I presidentvalet 1940 höll han huvudanförandet vid republikanernas konvent och stödde Wendell Willkie, som förlorade valet mot sittande Franklin Delano Roosevelt. Han är mest berömd för att ha ställt upp som presidentvalskandidat för det republikanska partiet i valen 1948, 1952, 1964, 1968, 1976, 1980, 1984, 1988 och 1992‚ då han var 85 år gammal. 
I det republikanska primärvalet 1948 fick han 627 321 röster mot New Yorks sittande guvernör Thomas Dewey med 771 295, och fick under primärvalskampanjen opinionsstöd som översteg den sittande impopuläre presidenten Harry S. Truman. Efter en serie av misslyckade och snart slentrianartade primärvalskampanjer gjorde han sig ett namn som farsartad politiker och misslyckades erövra en plats i representanthuset 1986. Han ställde även upp till senaten två gånger och misslyckades att bli återvald som guvernör i hemstaten Minnesota och senare även i Pennsylvania, där han förutom guvernör även kandiderade till borgmästare i Philadelphia. Stassen tillhörde det republikanska partiets liberala flygel, i lag med de ideal som hans kollega Dewey och dennes efterträdare Nelson Rockefeller senare stod som huvudman för.